# Гаплогруппа U3b1 (мтДНК)
Гаплогруппа U3b1 — гаплогруппа митохондриальной ДНК человека.

## Субклады
- U3b1
  - U3b1a
  - U3b1b
  - U3b1c
  - U3b1d
  - U3b1e
  - U3b1f
  -  U3b1g

## Палеогенетика

### Халколит
Древний Ближний Восток
- ART023 | S216 Cr14 __ Арслантепе __ Батталгази, Малатья (ил), Турция __ 3486-3117 calBCE (4563±25 BP, MAMS-33547) __ М __ J2a1a (F4326/L27/PF5111/S396) > J-PF5119 # U3b1 > U3b1d*.[1]

### Бронзовый век
Доисторический Левант
- ASH34 | ASH034.A0101 __ Ашкелон (50.58.F423.Burial 128) __ Южный округ (Израиль) __ 1700–1500 BCE __ Ж __ U3b1a.[2]

- I6464 | S6464.E1.L1 __ Baq҅ah cave __ Эль-Балка (мухафаза), Иордания __ 1550–1150 BCE __ М __ J1a2b > J-FGC4745 # U3b1a.[3]

### Железный век
Гандхарская культура
- I8999 | Grave 80, Individual 1 in a double burial __ Loebanr __ Сват (Пакистан) — 911-822 calBCE (2725±20 BP, PSUAMS-4851) __ Ж __ U3b1a1.[4]

Певкеты (Япиги)
- LIAV_37 | MG773618.1 __ Botromagno (Silvium) __ Гравина-ин-Пулья, Апулия, Италия __ 700–300 BCE __ М __ U3b1b*.[5]

### Античность
Римская империя
- R45 | RMPR-45 __ SCR; 510; Isola Sacra __ Фьюмичино, Лацио, Италия __ 1–400 CE __ Ж __ U3b1.
- R51 | RMPR-51 __ Centocelle; ADL; 2616 __ Рим (метрополитенский город), Лацио, Италия __ 1–400 CE __ Ж __ U3b1.

### Средние века
Викинги
- VK379 | Oland_1077 __ Öland (A8) __ Боргхольм, Кальмар (лен), Швеция __ 700–800 CE __ М __ I1 > I-FGC22046 # U3b1b > U3b1b1.

- VK555 | Estonia_Salme_II-I __ Salme __ Салме (посёлок), Сааремаа (уезд), Эстония __ VIII c. __ М __ I1a2a1a1d1a > I-Y3657 # U3b1b > U3b1b1.

Мадьяры
- Karos-Eperjesszög __ Боршод-Абауй-Земплен, Северная Венгрия, Венгрия __ X век.[8]
  - K1/10 | K1per10 __ Karos I/10 __ М __ R1a1a1b1a2b (CTS1211) # U3b1b > U3b1b1*
  - K1/1438 | K1per1438 __ Karos I/1438 __ М __ J1 (M267) # U3b1b*

## Публикации
2018
- Emery MV, Duggan AT, Murchie TJ; et al. (Август 2018). Ancient Roman mitochondrial genomes and isotopes reveal relationships and geographic origins at the local and pan-Mediterranean scales. Journal of Archaeological Science: Reports. 20: 200–209. doi:10.1016/j.jasrep.2018.04.036. {{cite journal}}: Явное указание et al. в: |author= (справка)Википедия:Обслуживание CS1 (множественные имена: authors list) (ссылка)

2019
- Feldman M, Master DM, Bianco RA, Burri M, Stockhammer PW, Mittnik A, Aja AJ, Jeong C, Krause J. (Июль 2019). Ancient DNA sheds light on the genetic origins of early Iron Age Philistines. Science Advances. 5 (7). doi:10.1126/sciadv.aax0061. PMC 6609216. PMID 31281897.{{cite journal}}:  Википедия:Обслуживание CS1 (множественные имена: authors list) (ссылка)
- Narasimhan V., Patterson N., Moorjani P; et al. (Сентябрь 2019). The formation of human populations in South and Central Asia. Science. 365 (6457). doi:10.1126/science.aat7487. PMC 6822619. PMID 31488661. {{cite journal}}: Явное указание et al. в: |author= (справка)Википедия:Обслуживание CS1 (множественные имена: authors list) (ссылка)
- Antonio ML, Gao Z, Moots HM; et al. (Ноябрь 2019). Ancient Rome: A genetic crossroads of Europe and the Mediterranean. Science. 366 (6466): 708–714. doi:10.1126/science.aay6826. PMC 7093155. PMID 31699931. {{cite journal}}: Явное указание et al. в: |author= (справка)Википедия:Обслуживание CS1 (множественные имена: authors list) (ссылка)
- Neparáczki E, Maróti Z, Kalmár T; et al. (Ноябрь 2019). Y-chromosome haplogroups from Hun, Avar and conquering Hungarian period nomadic people of the Carpathian Basin. Scientific Reports. 9: 16569. doi:10.1038/s41598-019-53105-5. PMC 6851379. PMID 31719606. {{cite journal}}: Явное указание et al. в: |author= (справка)Википедия:Обслуживание CS1 (множественные имена: authors list) (ссылка)

2020
- Agranat-Tamir L, Waldman S, Martin MAS; et al. (Май 2020). The Genomic History of the Bronze Age Southern Levant. Cell. 181 (5): 1146-1157.e11. doi:10.1016/j.cell.2020.04.024. PMID 32470400. {{cite journal}}: Явное указание et al. в: |author= (справка)Википедия:Обслуживание CS1 (множественные имена: authors list) (ссылка)
- Skourtanioti E, Erdal YS, Frangipane M; et al. (Май 2020). Genomic History of Neolithic to Bronze Age Anatolia, Northern Levant, and Southern Caucasus. Cell. 181 (5): 1158-1175.e28. doi:10.1016/j.cell.2020.04.044. PMID 32470401. {{cite journal}}: Явное указание et al. в: |author= (справка)Википедия:Обслуживание CS1 (множественные имена: authors list) (ссылка)
- Margaryan A, Lawson DJ, Sikora M; et al. (Сентябрь 2020). Population genomics of the Viking world. Nature. 585 (7825): 390–396. doi:10.1038/s41586-020-2688-8. PMID 32939067. {{cite journal}}: Явное указание et al. в: |author= (справка)Википедия:Обслуживание CS1 (множественные имена: authors list) (ссылка)